# Karel Márquez
Karla Ysabel Santos Márquez (21 de diciembre de 1986, Manila), conocida artísticamente como Karel Márquez, es una actriz, modelo, cantante y anfitrión de la televisión filipina que en la actualidad ha firmado en virtud de la Red de GMA.  Antes de incorporarse a la Red Kapuso, fue parte de la ABS-CBN de Talentos en el Centro de Gestión y Desarrollo (conocida como la Estrella Mágica). Ella es una estrella Magic Lote de la 10 alumnos que cursaron. Fue trasladada después a la ABS CBN ambas cadenas televisivas rivales, después a la GMA Network, a pesar de ser un VJ en MyX a partir de 2007. Fue miembro del elenco de la GMA TV drama tarde de Pati Ba Pintig Ng Puso?, donde protagonizó frente a Yasmien Kurdi, JC de Vera y Chynna Ortaleza, entre otros. Ella es también un elemento fundamental en la Evaluación del programa de variedades Domingo Reglamento SOP, donde canta con Kyla, Karylle, Jennylyn Mercado y Yasmien Kurdi. Asimismo, alberga actualmente un segmento de la mordaza GMA en demostrar en el Bitoy's Funniest Video titulado "A sólo 4 Kikays". Ella tiene un papel en una próxima escena producida por la GMA como horario, Zaido, como Lyka. También ha sido la mitad de la covergirls de noviembre de 2006 de FHM Filipinas, junto con Amanda Griffin. Karel, junto con Drew Arellano, es también un coanfitrión de la Coca Cola: paseo de la fama, en una realidad después de mostrar el talento SOP Reglamento.  Ella ha interpretado un papel en una próximo programa de la GMA horario, Zaido. También es una locutora de radio. Además es hija de Pinky Márquez, quien también es actriz, modelo y cantante y del Dr. Eduardo Santos, y tiene dos hermanos.

## Filmografía

### Televisión
- Berks - ABS CBN como Penélope
- MYX - Studio 23 MYX - Studio 23
- ASAP - ABS CBN ASAP - ABS CBN
- Magandang Tanghali Bayan - ABS CBN Magandang Tanghali Bayan - ABS CBN
- Seasons of Love - ABS CBN Estaciones del Amor - ABS CBN
- Qpids - ABS CBN Qpids - ABS CBN
- Komiks : Da Adventures of Pedro Penduko - ABS CBN Komiks: Aventuras de Pedro Da Penduko - ABS *CBN
- Mga Anghel na Walang Langit - ABS CBN Anghel na mga Walang Langit - ABS CBN
- Sine Novela : Pati Ba Pintig ng Puso? - GMA Sine Novela: Pati Ba Pintig ng Puso? - GMA
- Coca Cola: Ride To Fame - GMA Network Coca Cola: paseo de la fama - GMA Red
- SOP Rules - GMA SOP Reglas - GMA
- Bitoy's Funniest Videos - GMA Network
- Zaido - GMA Zaido - GMA
- Saan Darating Ang Umaga - GMA Network
- Yakapin Ang Sandali - GMA Network - acreditada como Liza Montenegro
- Babaeng Hampaslupa - TV5
- Glamorosa - TV5
- Yesterday's Bride GMA
- My Husband's Lover - GMA
- Contessa - GMA
- Paano ang Pangako - TV5

## Filmografía
- Tiyanaks----Cindy Cindy Tiyanaks ----
- Angels----Trish Ángeles ---- Trish
- Otso-otso, Pamela-mela Wan Otso-otso, Pamela mela-Wan

## Menciones / Anuncios
- Pond's
- Real Tru Naranja
- Elegante
- Oishi la Oheya
- Cerrar hasta
- Skechers
- Obras de arte
- Karanina
- Freeway
- Bobson
- Lee Tuberías
- Oxígeno

- Datos: Q5958107